# Герман Гон
Герман Гон (нім. Hermann Hohn; нар. 11 жовтня 1897, Ренхен, Вюртемберг — пом. 13 листопада 1968, Ладенбург) — німецький воєначальник часів Третього Рейху, генерал-лейтенант (1945) Вермахту. Доктор політичних наук (жовтень 1931). Кавалер Лицарського хреста з Дубовим листям та мечами (1944).

## Біографія
15 січня 1915 року поступив добровольцем в 3-є депо 10-го пішого артилерійського полку. Учасник боїв на Західному і Східному фронтах Першої світової війни. З серпня 1916 року воював у складі 66-го, з жовтня 1916 року — 70-го артилерійських полків. В квітні-червні 1917 року навчався на курсах фанен-юнкерів в Ютебозі.
З 10 січня 1919 року — командир батареї 16-го пішого артилерійського полку. В квітні-липні 1919 року — боєць добровольчого артилерійського дивізіону «Діскау», потім знову служив у артилерії рейхсверу. 21 грудня 1920 року демобілізований. Вивчав політичні науки в Гайдельберзькому університеті (1922-23). В 1923-29 роках працював у банку та інших фінансових закладах, потім в 1929-31 роках відвідував заняття у Вищій школі маркетингу у Мангаймі. 1 вересня 1935 року повернувся на військову службу. З 15 жовтня 1936 року — командир 3-ї роти 62-го піхотного полку, з 6 жовтня 1936 року — роти 92-го піхотного полку, з 12 жовтня 1937 року — 3-ї роти 74-го піхотного полку. 1 липня 1939 року переведений в Генштаб.
З вересня 1939 року — в штабі 23-го армійського корпусу, з яким взяв участь у Польській кампанії. З 1 листопада 1939 року — ад'ютант 72-ї піхотної дивізії. Учасник Французької кампанії. 1 грудня 1940 року призначений командиром 2-го батальйону 105-го піхотного полку, з яким взяв участь у Балканській кампанії і боях на радянсько-німецькому фронті. З 13 липня 1942 року — командир 124-го, з 16 вересня 1942 року — 105-го гренадерського полку. 27 листопада 1943 року приступив до виконання обов'язків командира 72-ї піхотної дивізії, з 1 березня 1944 року — командир дивізії.
В кінці 1943 — на початку 1944 року вів важкі бої в Черкаському котлі. 25 березня 1944 року зарахований в резерв ОКГ. Після закінчення 10-х курсів дивізійних командирів 26 травня 1944 року призначений командиром 50-ї піхотної дивізії, але до виконання обов'язків так і не приступив і 1 липня знову очолив свою «стару» дивізію. 20 квітня 1945 року призначений командиром 11-го армійського корпусу, який бився на Західному фронті. 9 травня здався англо-американським військам. 23 лютого 1948 року звільнений.

## Нагороди
Військова кар'єра
- 24 серпня 1916 — єфрейтор
- 21 грудня 1916 — унтер-офіцер
- 20 жовтня 1917 — лейтенант
- 1919 — обер-лейтенант
- 1 вересня 1935 — гауптман
- 1 серпня 1938 — майор
- 1 серпня 1941 — оберст-лейтенант
- 1 січня 1943 — оберст
- 1 березня 1944 — генерал-майор
- 30 січня 1945 — генерал-лейтенант

### Перша світова війна
- Залізний хрест 2-го класу (31 жовтня 1917)
- Орден Церінгенського лева, лицарський хрест 2-го класу з мечами

### Міжвоєнний період
- Залізний хрест 1-го класу (березень 1919)
- Сілезький Орел 2-го і 1-го ступеня
- Почесний хрест ветерана війни з мечами
- Медаль «За вислугу років у Вермахті» 4-го класу (4 роки)

### Друга світова війна
- Застібка до Залізного хреста
  - 2-го класу (26 червня 1940)
  - 1-го класу (23 липня 1941)
- Орден «За хоробрість» 4-го ступеня, 1-й клас (Болгарія)
- Медаль «Хрестовий похід проти комунізму» (Румунія)
- Орден Корони Румунії, командорський хрест
- Штурмовий піхотний знак в сріблі
- Нагрудний знак «За поранення» в сріблі
- Медаль «За зимову кампанію на Сході 1941/42»
- Кримський щит
- Почесна застібка на орденську стрічку для Сухопутних військ (14 грудня 1942)
- Німецький хрест в золоті (17 квітня 1943)
- Лицарський хрест Залізного хреста з дубовим листям і мечами
  - Лицарський хрест (28 листопада 1943) — за хоробрість під час Курської битви.
  - Дубове листя (№ 410; 1 березня 1944)
  - Мечі (№ 109; 31 жовтня 1944) — за заслуги у боях в районі передмостових укріплень Баранова.
- Двічі відзначений у Вермахтберіхт (6 грудня 1943 і 19 серпня 1944)